# Мэри Ком
Чунгнейджанг Мэри Ком Хмангте (хинди मैंगते चंग्नेइजैंग मैरी कॉम), также известная под именами Мэри Ком (англ. Mary Kom), Великолепная Мэри (англ. Magnificent Mary) и M.C. Мэри Ком (англ. MC Mary Kom) — индийская спортсменка, боксёр, шестикратный чемпион мира, призёр Олимпийских игр. Награждена правительственными наградами Индии Падма Шри в 2001 и Падма Бхушан в 2013 годах. 26 апреля 2016 года, была назначена Президентом Индии на пост депутата Раджья сабха.

## Биография
Мэри Ком родилась 1 марта 1983 года в деревне Кангатхеи в индийском штате Манипур, она принадлежит к народности манипури. Её родители — Хмангте Тонпа Ком и Хмангте Акхам Ком — занимались подсечно-огневым земледелием. По окончании средней школы христианской модели в Моиранге она попыталась поступить в школу высшей ступени в Импхале, но не смогла сдать экзамены.
Боксом она заинтересовалась после того, как в 1998 году Динко Сингх, который также был родом из Манипура, завоевал золотую медаль Азиатских игр. Так как бокс не считался спортом, подходящим для женщин, то поначалу она скрывала свои занятия от семьи, но после того, как в 2000 году она выиграла чемпионат штата среди женщин, это стало больше делать невозможным: её отец увидел фотографию дочери в газете. Выиграв чемпионат региона в Западной Бенгалии, Мэри Ком начала выступать на международной арене.
На чемпионате мира 2001 года Мэри Ком завоевала серебряную медаль в весовой категории до 45 кг, в следующем году она стала обладательницей уже золотой медали. В 2003 году она стала обладательницей золотой медали чемпионата Азии по боксу и получила национальную премию Арджуна за высокие спортивные достижения. В 2004 году она выиграла кубок мира по боксу среди женщин, в 2005 — чемпионат Азии и чемпионат мира, в 2006 — Кубок Венеры в Дании и опять чемпионат мира. В 2008 году она вновь завоевала золотую медаль чемпионата мира, в 2009 году — золотую медаль Азиатских игр в помещениях, в 2010 — золотую медаль чемпионата мира и бронзовую медаль Азиатских игр. В октябре 2010 года Мэри Ком была удостоена чести нести Жезл Королевы на церемонии открытия Игр Содружества. На Олимпийских играх 2012 года Мэри Ком стала обладательницей бронзовой медали. На Азиатских играх 2014 года в Инчхоне завоевала золото, став первой из индийских женщин-боксёров, добившихся этой награды.
На 10-м чемпионате мира по боксу среди женщин в Индии, в финальном поединке, 24 ноября 2018 года, Мэри встретилась с украинской спортсменкой Анной Охотой, победила её 5:0 и завершила выступление на первом месте, завоевав золотую медаль.
Предолимпийский чемпионат мира 2019 года, который состоялся в Улан-Удэ в октябре, индийская спортсменка завершила полуфинальным поединком, уступив турецкой спортсменке Бусеназ Чакыроглу по раздельному решению судей. В результате на одиннадцатом чемпионате мира по боксу среди женщин она завоевала бронзовую медаль.

## Образ в искусстве
В 2014 году в Индии был снят художественный фильм «Мэри Ком», в котором в роли Мэри Ком снялась Приянка Чопра.